# Ewa Plonka
Ewa Płonka (nascida em 1982; pronunciado Avah Puonka) é uma cantora polaca mezzo-soprano de ópera .
Nascida em 1982 em Prudnik, Płonka graduou-se com honras de escolas de música na Polónia, incluindo a Academia de Música, em Poznań. Estudou piano na Noruega, em Oklahoma City University e em Utah, nos Estados Unidos, onde recebeu seu doutoramento em piano performance. Płonka estudou voz simultaneamente na Polónia e nos EUA. Ela formou-se em 2016 pela Juilliard School, com um Diploma de Artista na Ópera de Estudos.
Teve as funções em óperas recentes como Adélia em O Armida Projeto da New Opera de Nova Iorque, e a bruxa em Hänsel und Gretel, em Nova Iorque Lyric Opera. Ela também já apareceu com a Rádio de Munique Orquestra e a Orquestra Sinfônica de Nuremberga,  Em 2013, Płonka fez a sua primeira aparição no Carnegie Hall. Desde 2015  ela está aparecendo no Holandês Voador com a Oper Frankfurt.
Ela ganhou vários prêmios, incluindo o prêmio de Nova Jersey Associação de Verismo Ópera, a Deborah Voigt special prize e em 2014 o concurso de canto Internacional Marcello Giordani Competition, e também em 2014 o terceiro lugar no concurso Gerda Lissner Fundação Vocal.